# The Broadway Sport
The Broadway Sport è un film muto del 1917 diretto da Carl Harbaugh.
Wanda Hawley (che appare nei titoli con il nome di Wanda Petit) è qui al secondo film della sua carriera di attrice.

## Produzione
Il film fu prodotto dalla Fox Film Corporation.

## Distribuzione
Distribuito dalla Fox Film Corporation, il film uscì nelle sale cinematografiche degli Stati Uniti il 10 giugno 1917.